# Blätter für literarische Unterhaltung

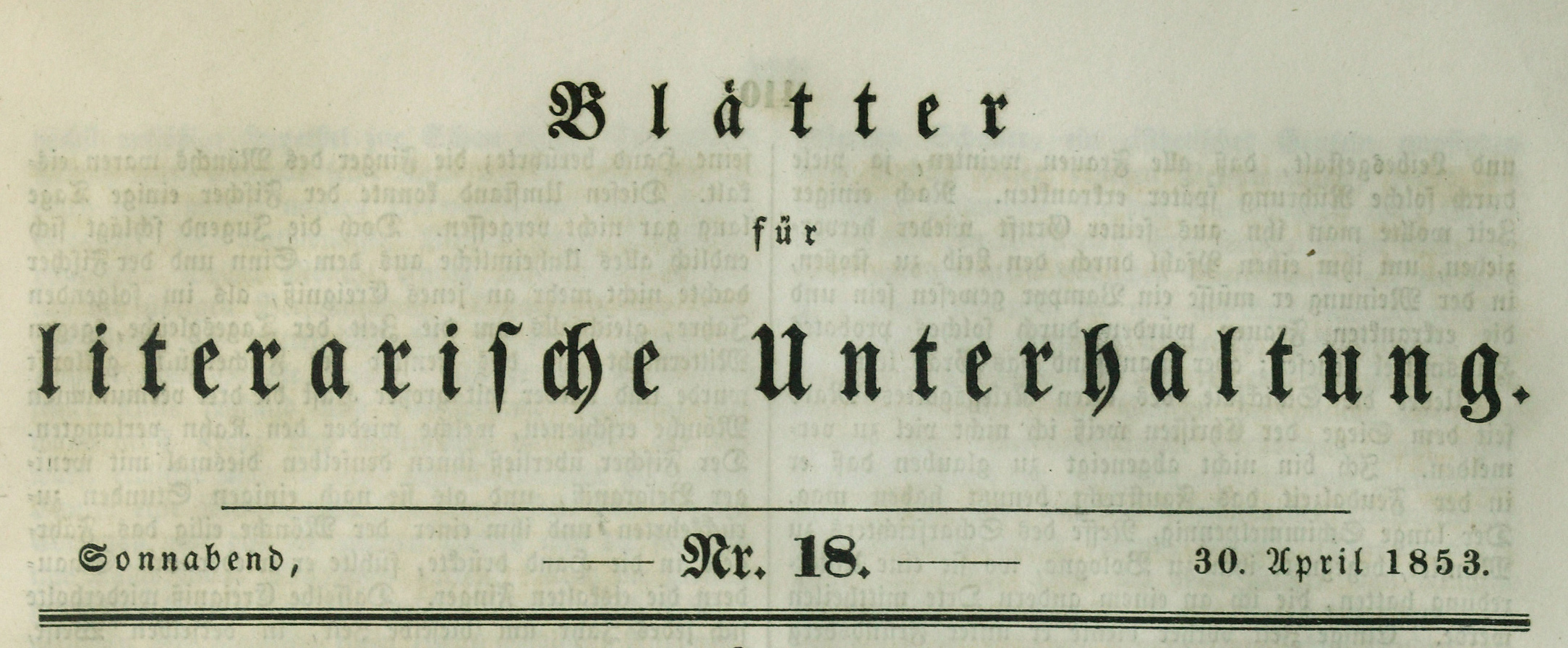
Zeitschriftenkopf (1853)

Blätter für literarische Unterhaltung war der Name einer Leipziger Literaturzeitschrift, die von 1826 bis 1898 erschien. Sie ging aus dem Literarischen Wochenblatt hervor, das 1818 August Friedrich Kotzebue gegründet hatte.
Nach Kotzebues Tod erwarb der Verleger F. A. Brockhaus 1820 das Blatt. Erst 1826 konnte jedoch unter Brockhaus’ Sohn Heinrich die Zeitschrift unter neuem Namen dauerhaft erscheinen – Grund waren Verbote und Zensurmaßnahmen der preußischen Regierung. 1853 stellte das Blatt von täglichem auf wöchentliches Erscheinen um. Heinrich Heine, dessen essayhaftes Erzählwerk Die Götter im Exil im April desselben Jahres hier erschien, ätzte: Diese sind die Höhlen, wo die unglücklichsten aller deutschen Skribler schmachten und ächzen; die hier hinabsteigen, verlieren ihren Namen und bekommen eine Nummer. Anonyme Aufsätze und Kritiken waren damals allerdings in literarischen Zeitschriften üblich. Ab Anfang 1854 führte Hermann Marggraff die Redaktion, von 1864 bis 1888 Rudolf Gottschall, danach Friedrich Bienemann und ab 1892 Karl Heinemann.
Hier erschienen Biografien, Aufsätze über Literatur, Kulturpolitik, Bildende Kunst und Theater, außerdem Zusammenfassungen interessanter Texte aus anderen Zeitschriften, darunter auch ausländischen.